# Manu (hinduismo)
En la mitología hinduista, Manu es el nombre del primer ser humano, el primer rey que reinó sobre la Tierra, y que fue salvado del diluvio universal. Es llamado Vaivasuata, porque su padre fue Vivasuat (el dios del Sol Vivasuán o Suria); su madre fue Saraniu.
También es llamado Satiavrata (en sánscrito satia: ‘verdad’, y vrata: ‘voto, promesa’).
En sánscrito, manu proviene de manas: ‘mente’, y significaría ‘pensante, sabio, inteligente’ (según el Vayasanei samjita (sección del Iáyur-veda) y el Shata-patha bráhmana) y ‘criatura pensante, ser humano, humanidad’ (según el Rig-veda). También se cree que proviene de un vocablo indoeuropeo que habría dado lugar al término inglés man (hombre varón)

## Mito
Del Majabhárata, libro 1 (Adi Parva), sección 75 (Sambhava):
Y Manu fue dotado con una gran sabiduría, y dedicado a la virtud. Y fue progenitor de una dinastía. Todos los de la raza de Manu son llamados humanos (manavá). De él nacieron los bráhmanas, chatrías, y otros, que por lo tanto son llamados humanos (manavás).
Los diez hijos de Manu fueron: Vena [el malvado rey], Dhrishnú, Narishian, Nabhaga, Iksuakú, Karusha, Sariati, Ila [la octava, una hija], Prishadhru [el noveno] y Nabhagarishta [el décimo]. Todos se dedicaron a las prácticas de los chatrías [políticos-militares]. Aparte de estos, Manu tuvo otros cincuenta hijos. Pero hemos oído que todos perecieron, peleando unos contra otros.
Manu tuvo otro hijo llamado Príia Vrata, que fue un rey muy famoso.
A partir de su hijo Iksuakú se inició la tribu de los iksuakús, una rama de la Dinastía solar (descendiente del dios del sol).

## Cronología de los Manus
Manu vive durante un eón de 4320 millones de años, llamado manu-antara. La suma de 14 manuantaras forman un kalpa (el periodo que corresponde a un día de la vida del dios Brahmá). Cada manuantara es regido por un Manu diferente:
1. Suaiam-bhuva Manu
2. Suarochisa Manu
3. Uttama Manu
4. Tamasa Manu
5. Raivata Manu
6. Chakshusa Manu
7. Vaivasuata Manu
8. Savarni Manu
9. Daksha Savarni Manu
10. Brahma Savarni Manu
11. Dharma Savarni Manu
12. Rudra Savarni Manu
13. Deva Savarni Manu
14. Indra Savarni Manu

En la actualidad (y desde hace varios cientos de millones de años), nos encontramos en el séptimo manu antara, dirigido por Vaivasuata Manu.

## Leyenda de Manu
Según el Bhágavata-purana (8.24.13), el avatar Matsia (‘pez’ en sánscrito) del dios Visnú se le apareció al rey Manu (cuyo nombre original era Satia Vrata, entonces rey de Dravida, cuando él se estaba lavando las manos en un río. El pececito le pidió que lo salvara, por lo que el rey lo puso dentro de su lota (recipiente de cobre). Pero el pez creció y el rey tuvo que ponerlo en un charco. El pez siguió creciendo y el rey lo puso en un lago y finalmente en el océano. Matsia entonces le dijo al rey que vendría una inundación. El rey construyó una gran nave, donde alojó a su familia y a todos los animales para repoblar la Tierra. Enganchó la nave al cuerno del pez Matsia, que los arrastró a través del diluvio.
Esta historia es muy similar a otras historias del diluvio universal en la mitología sumeria (posterior a la mitología hinduista), que precedieron a la historia bíblica del arca de Noé.

## Autor de las Leyes de Manu
Manu también fue el autor del famoso Manu Śmriti. En el siglo XIX algunos políticos británicos (que habían conquistado la India) decidieron divulgar la idea de que el Manu Shmriti era la ley sagrada de los hinduistas. Según algunos estudiosos indios de la actualidad, los ingleses lo habrían hecho para poder ridiculizar con facilidad a los hinduistas.
Pero los hinduistas lo consideran un smriti —‘[discurso] recordado’, texto como los Purānas (historia ‘antigua’) y los Itihasas (leyendas)—, un texto de segunda categoría: siempre que haya un conflicto entre un smriti y un śruti (‘[discurso] oído’ [directamente de Dios]: los Vedas y los Upanishads), se debe considerar correcta la decisión de estos últimos.